# 假拟沿沟草
假拟沿沟草（学名：Paracolpodium altaicum）为禾本科假拟沿沟草属下的一个种。其种加词“altaicum”意为“阿尔泰的”。